# Geremy Davis
Geremy Davis (Lawrenceville, 10 gennaio 1992) è un giocatore di football americano statunitense che milita nel ruolo di wide receiver per i Los Angeles Chargers della National Football League (NFL).

## Biografia

### New York Giants
Dopo avere giocato al college a football all'Università del Connecticut, Davis fu scelto nel corso del sesto giro (186º assoluto) del Draft NFL 2015 dai New York Giants. Debuttò come professionista subentrando nella gara del primo turno contro i Dallas Cowboys. La sua stagione da rookie si concluse con 2 ricezioni per 21 yard in dieci presenze, nessuna delle quali come titolare.

## Statistiche
| Partite totali         | 10 |
| Partite da titolare    | 0  |
| Ricezioni              | 2  |
| Yard ricevute          | 21 |
| Touchdown su ricezione | 0  |

Statistiche aggiornate alla stagione 2015